# Prova Designs

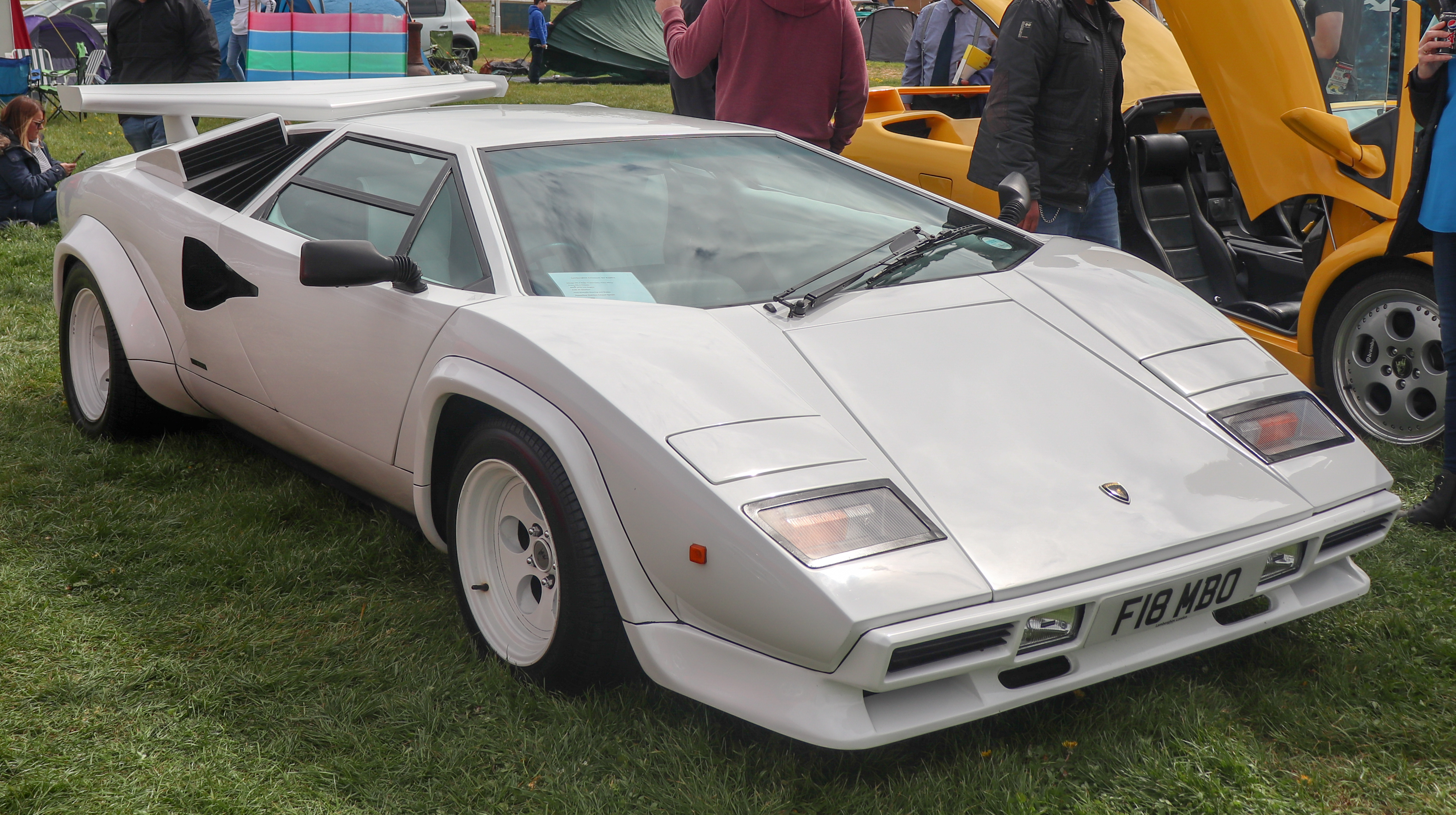
Prova

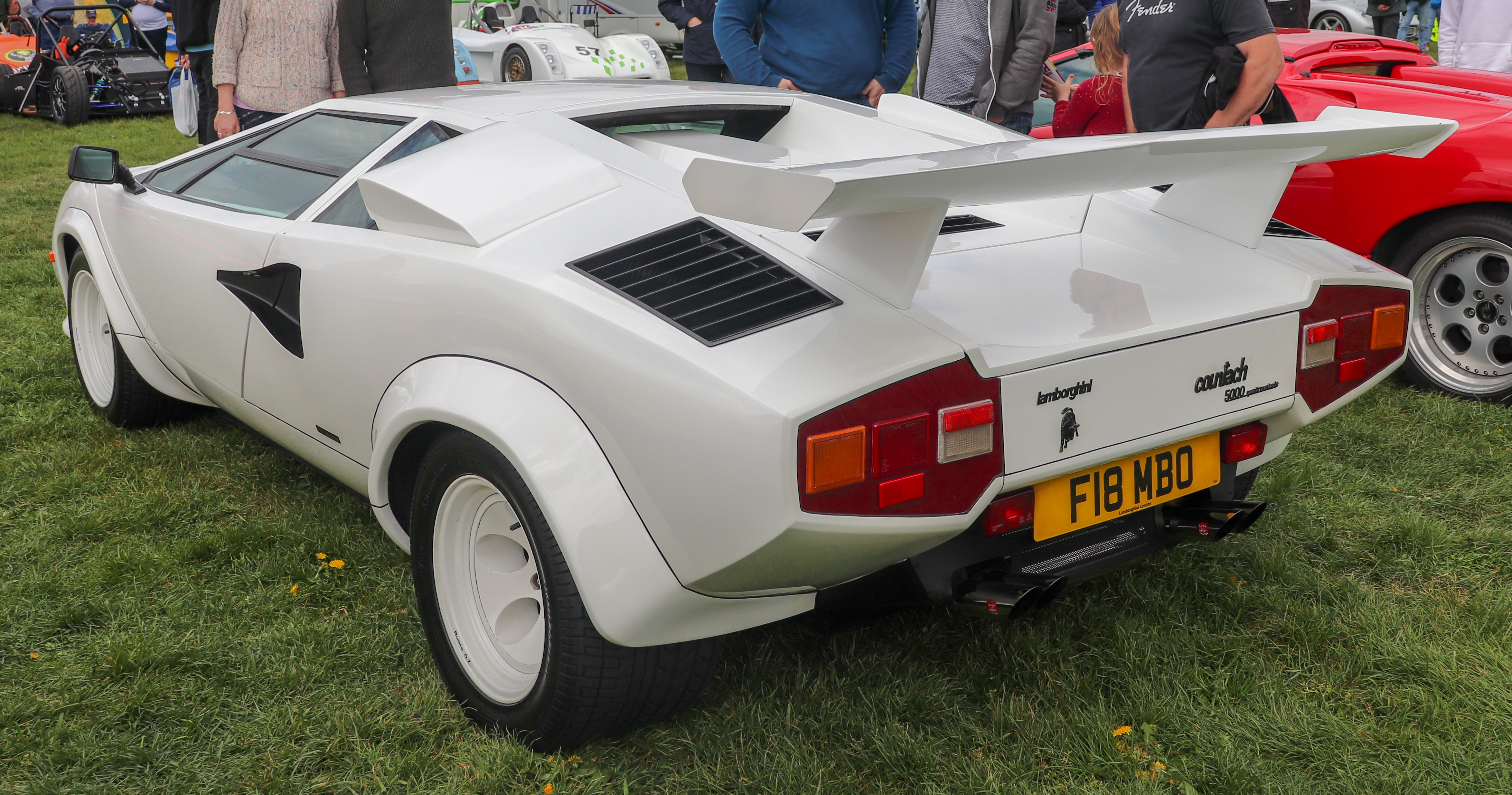
Heckansicht

Prova Designs Limited war ein britischer Hersteller von Automobilen.

## Unternehmensgeschichte
Paul Lawrenson gründete 1986 das Unternehmen in Darwen in der Grafschaft Lancashire. Er begann mit der Produktion von Automobilen und Kits. Der Markenname lautete Prova. 2002 endete die Produktion. Insgesamt entstanden etwa 1255 Exemplare.
Lamberti Classic Cars unter Leitung von Joe Lamberti, der zuvor Lamberti Engineering leitete, vermarktete das letzte Modell noch bis 2004, wobei unklar bleibt, ob Lamberti es auch selber herstellte.

## Fahrzeuge
Lee Noble entwarf den Countach. Dies war die Nachbildung des Lamborghini Countach. Die Basis bildete ein Vierkant-Rohrrahmen. Darauf wurde eine Coupé-Karosserie montiert. Verschiedene Vier-, Sechszylinder- und Achtzylindermotoren von Chevrolet, Ford, Renault und Rover trieben die Fahrzeuge an. Von 1986 bis 1999 entstanden etwa 1200 Exemplare.
Der ZL erschien 1989 auf dem Markt. Er war dem Lamborghini Miura nachempfunden. In Bezug auf Fahrwerk und Technik entsprach er dem Countach. Dieses Modell fand bis 2002 etwa 55 Käufer.